# Anderstorps distrikt
Anderstorps distrikt är ett distrikt i Gislaveds kommun och Jönköpings län. Distriktet ligger omkring Anderstorp i västra Småland.

## Tidigare administrativ tillhörighet
Distriktet inrättades 2016 och utgörs av området Anderstorps köping omfattade till 1971 och som bildats 1953 av en del av Anderstorps socken.
Området motsvarar den omfattning Anderstorps församling hade vid årsskiftet 1999/2000 och som den fick 1951 när en del av församlingen överfördes till Gislaveds församling.

## Tätorter och småorter
I Anderstorps distrikt finns en tätort och en småort.

### Tätorter
- Anderstorp (del av)

### Småorter
- Lövås